# Over The Storm
「Over The Storm」（オーバー・ザ・ストーム）は、日本のボーカルダンスユニット・M!LKの通算8枚目となるシングル。
2018年11月14日にSDRから発売された。

## 概要
追加メンバー（山中柔太朗、曽野舜太、宮世琉弥）初参加シングル。

## 収録曲

### CD
1. Over The Storm [4:01]
作詞・作曲：木下智哉、編曲：陶山隼
2. Brave Saga [4:04]
作詞：Kenji Kabashima、作曲：Kenji Kabashima WolfJunk、編曲：WolfJunk
  - TYPE-A、WIZY限定盤のみ
3. Feel Alive [4:49]
作詞：YU-G、作曲：SHIBU・YU-G、編曲：h-wonder
  - TYPE-Bのみ
4. ハロー! [4:01]
作詞・作曲：M!LK、編曲：渡辺拓也
  - TYPE-Cのみ

### Blu-ray
※WIZY限定盤のみ
1. M!LK SPRING TOUR 2018 #バトレボ～牛丸学園ブルジョワ部～（2018年5月12日＠大宮ソニックシティ 大ホール）ライブ本編

## 収録アルバム
- Time Capsule
- Jewel（初回限定盤Bのみ）